# Saturn Award des meilleurs effets spéciaux
Le Saturn Award des meilleurs effets spéciaux (Saturn Award for Best Special Effects) est une récompense cinématographique décernée chaque année depuis 1975 par l'Academy of Science Fiction, Fantasy and Horror Films (Académie des films de science-fiction, fantastique et horreur) pour récompenser le ou les créateurs des meilleurs effets spéciaux pour un film de science-fiction, fantastique ou d'horreur.

## Palmarès
Note : L'année indiquée est celle de la cérémonie, récompensant les films sortis au cours de l'année précédente. Les lauréats sont indiqués en tête de chaque catégorie et en caractères gras. Les titres originaux sont précisés entre parenthèses, sauf s'ils correspondent au titre en français.
Exceptionnellement, il n'y a pas eu de cérémonie en 1989. La cérémonie de 1990 a récompensé les films sortis en 1988, celle de 1991 ceux sortis en 1989-90.

### Années 1970
- 1975 : Marcel Vercoutere pour L'Exorciste
- 1976 : Douglas Knapp, Bill Taylor, John Carpenter et Dan O'Bannon pour Dark Star : L'Étoile noire
- 1977 : L.B. Abbott pour l'ensemble de sa carrière
- 1978 : John Dykstra et John Stears pour La Guerre des étoiles
  - Rencontres du troisième type
  - L'Exorciste 2 : L'Hérétique
  - Peter et Elliott le dragon
  - Sinbad et l'Œil du tigre
- 1979 : Colin Chilvers pour Superman
  - Henry Miller Jr. pour Capricorn One
  - Ira Anderson Jr. pour La Malédiction
  - Dell Rheaume et Russel Hessey pour L'Invasion des profanateurs
  - Albert Whitlock pour The Wiz

### Années 1980
- 1980 : Douglas Trumbull, John Dykstra (2) et Richard Yuricich pour Star Trek, le film
  - Brian Johnson et Nick Allder pour Alien, le huitième passager
  - Peter Ellenshaw pour Le Trou noir
  - John Evans et John Richardson pour Moonraker
  - Robbie Knott pour Les Muppets, le film
- 1981 : Brian Johnson et Richard Edlund pour L'Empire contre-attaque
  - Chuck Comisky pour Les Mercenaires de l'espace
  - Richard Albain, Tommy Lee Wallace et James F. Liles pour Fog
  - Dave Allen et Peter Kuran pour Hurlements
  - Gary Zeller pour Scanners
- 1982 : Richard Edlund (2) pour Les Aventuriers de l'arche perdue
  - Ray Harryhausen pour Le Choc des Titans
  - Brian Johnson et Dennis Muren pour Le Dragon du lac de feu
  - John Stears pour Outland : Loin de la Terre
  - Jon Bunker pour Bandits, bandits
- 1983 : Carlo Rambaldi et Dennis Muren pour E.T., l'extra-terrestre
  - Douglas Trumbull et Richard Yuricich pour Blade Runner
  - Roy Field et Brian Smithies pour Dark Crystal
  - Tom Campbell, William T. Conway, John Carl Buechler et Steve Neill pour Mutant
  - Rob Bottin pour The Thing
- 1984 : Richard Edlund (3), Dennis Muren (2) et Ken Ralston pour Le Retour du Jedi
  - Entertainment Effects Group pour Brainstorm
  - Ian Wingrove pour Jamais plus jamais
  - Lee Dyer pour La Foire des ténèbres
  - Chuck Comisky, Kenneth Jones et Lawrence E. Benson pour Les envahisseurs sont parmi nous
- 1985 : Chris Walas pour Gremlins
  - Barry Nolan pour Dune
  - Ralph Winter pour Star Trek 3 : À la recherche de Spock
  - Lawrence E. Benson pour Créature
  - Richard Edlund pour 2010 : L'Année du premier contact
- 1986 : Kevin Pike pour Retour vers le futur
  - The L.A. Effects Group pour Commando
  - Bruce Nicholson et Ralph Winter pour Explorers
  - Richard Edlund pour Vampire, vous avez dit vampire ?
  - Apogee pour Lifeforce, l'Étoile du mal
- 1987 : Stan Winston, Robert Skotak et Dennis Skotak pour Aliens, le retour
  - Lyle Conway pour La Petite Boutique des horreurs
  - Richard Edlund pour Poltergeist 2
  - Syd Mead et Eric Allard pour Short Circuit
  - Ken Ralston et Michael Lantieri pour Star Trek 4 : Retour sur Terre
- 1988 : Peter Kuran, Phil Tippett, Rob Bottin et Rocco Gioffre pour RoboCop
  - Vern Hyde, Doug Beswick et Tom Sullivan pour Evil Dead 2
  - Dennis Muren, Bill George, Harley Jessup et Kenneth Smith pour L'Aventure intérieure
  - Richard Edlund pour Les Maîtres de l'Univers
  - Joel Hynek, Stan Winston, Richard Greenberg et Robert M. Greenberg pour Predator
  - Michael Lantieri pour Les Sorcières d'Eastwick
- 1989 : Pas de cérémonie

### Années 1990
- 1990 : George Gibbs, Ken Ralston (2) et Richard Williams pour Qui veut la peau de Roger Rabbit
  - Peter Kuran, Alan Munro, Ted Rae et Robert Short pour Beetlejuice
  - Kevin Pike, Hoyt Yeatman et Will Vinton pour Moonwalker
  - Eric Brevig et Allen Hall pour Fantômes en fête
  - Eric Allard et Jeff Jarvis pour Appelez-moi Johnny 5
  - John Richardson pour Willow
- 1991 : Ken Ralston (3) pour Retour vers le futur 2
  - Industrial Light & Magic, Dream Quest Images, Fantasy II Film Effects et Wonderworks pour Abyss
  - Richard Conway et Kent Houston pour Les Aventures du baron de Münchhausen
  - Bruce Nicholson, John T. Van Vliet, Richard Edlund et Laura Buff pour Ghost
  - Rick Baker, Ken Pepiot (en) et Dennis Michelson pour Gremlins 2, la nouvelle génération
  - Rick Fichter, David Sosalla et Peter Chesney pour Chérie, j'ai rétréci les gosses
  - Phil Tippett, Rob Bottin et Peter Kuran pour RoboCop 2
  - Thomas L. Fisher, Eric Brevig et Rob Bottin pour Total Recall
  - Tom Woodruff Jr. et Alec Gillis pour Tremors
- 1992 : Stan Winston (2) pour Terminator 2 : Le Jugement dernier
  - Richard Yuricich et Kevin Yagher pour Les Aventures de Bill et Ted
  - Syd Dutton, Bill Taylor et Gene Warren Jr. pour La Résurrection de Frankenstein
  - Stan Winston et Joel Hynek pour Predator 2
  - Ken Ralston pour The Rocketeer
  - Perpetual Motion Pictures et Dream Quest Images pour Warlock
- 1993 : Ken Ralston (3), Tom Woodruff Jr. et Alec Gillis pour La mort vous va si bien
  - Alan Munro pour La Famille Addams
  - George Gibbs, Richard Edlund, Alec Gillis et Tom Woodruff Jr. pour Alien 3
  - Roman Coppola pour Dracula
  - Richard Taylor et Bob McCarron pour Braindead
  - Frank Ceglia, Paul Haines et Tom Ceglia pour Le Cobaye
  - Bruce Nicholson et Ned Corman pour Les Aventures d'un homme invisible
- 1994 : Dennis Muren (3), Stan Winston (3), Phil Tippett (2) et Michael Lantieri pour Jurassic Park
  - Michael J. McAlister et Kimberly K. Nelson pour Demolition Man
  - Pacific Data Images et 4-Ward Productions pour Drôles de fantômes
  - Buena Vista Visual Effects, Matte World Digital et Rhythm & Hues pour Hocus Pocus
  - John E. Sullivan pour Last Action Hero
  - Ariel Velasco-Shaw, Eric Leighton et Gordon Baker pour L'Étrange Noël de monsieur Jack
  - Richard Edlund pour Solar Crisis
- 1995 : John Bruno pour True Lies
  - Andrew Mason pour The Crow
  - Ken Ralston pour Forrest Gump
  - Illusion Art Inc., Fantasy II Film Effects et Visual Concept Engineering pour The Shadow
  - Jeffrey A. Okun et Patrick Tatopoulos pour Stargate, la porte des étoiles
  - Gregory L. McMurry pour Timecop
- 1996 : Stan Parks pour Jumanji
  - John Dykstra, Thomas L. Fisher, Andrew Adamson et Eric Durst pour Batman Forever
  - Scott Farrar, Stan Winston et Michael Lantieri pour Congo
  - Eric Brevig pour L'Indien du placard
  - Joel Hynek pour Judge Dredd
  - Richaed Edlund et Steve Johnson pour La Mutante
- 1997 : Independence Day – Volker Engel, Clay Pinney, Douglas Smith et Joe Viskocil
  - Coeur de dragon (Dragonheart) – Scott Squires, James Straus, Phil Tippett et Kit West
  - Fantômes contre fantômes (The Frighteners) – Charlie McClellan, Wes Takahashi et Richard Taylor
  - Mars Attacks! – David Andrews, Michael L. Fink, Michael Lantieri et Jim Mitchell (Industrial Light & Magic, Warner Digital Studios)
  - Star Trek : Premier Contact (Star Trek: First Contact) – John Knoll (Industrial Light & Magic)
  - Twister – Stefen Fangmeier, John Frazier, Henry LaBounta et Habib Zargarpour
- 1998 : Phil Tippett (3), Scott E. Anderson, Alec Gillis (2), Tom Woodruff Jr. (2) et John Richardson pour Starship Troopers
  - Eric Brevig, Peter Chesney, Rob Coleman et Rick Baker pour Men in Black
  - Karen E. Goulekas et Mark Stetson pour Le Cinquième Élément
  - Pitof, Erik Henry, Alec Gillis et Tom Woodruff Jr. pour Alien, la résurrection
  - Dennis Muren, Stan Winston, Michael Lantieri et Randy Dutra pour Le Monde perdu : Jurassic Park
  - Ken Ralston, Stephen Rosenbaum, Jerome Chen et Mark Holmes pour Contact
- 1999 : Volker Engel (2), Patrick Tatopoulos, Karen E. Goulekas et Clay Pinney (2) pour Godzilla
  - Rick Baker, Hoyt Yeatman, Allen Hall et Jim Mitchell pour Mon ami Joe
  - Angus Bickerton pour Perdus dans l'espace
  - Roger Guyett, Stefen Fangmeier et Neil Corbould pour Il faut sauver le soldat Ryan
  - Andrew Mason, Mara Bryan, Peter Doyle et Tom Davies pour Dark City
  - Pat McClung, Richard R. Hoover et John Frazier pour Armageddon

### Années 2000
- 2000 : Rob Coleman, John Knoll, Dennis Muren (4) et Scott Squires pour Star Wars, épisode I : La Menace fantôme
  - Stan Winston, Bill George, Kim Bromley et Robert Stadd pour Galaxy Quest
  - John Gaeta, Janek Sirrs, Steve Courtley et Jon Thum pour Matrix
  - John Andrew Berton Jr., Daniel Jeannette, Ben Snow et Chris Corbould pour La Momie
  - Jim Mitchell, Joss Williams, Kevin Yagher et Mark S. Miller pour Sleepy Hollow : La Légende du cavalier sans tête
  - John Dykstra, Henry F. Anderson III, Jerome Chen et Eric Allard pour Stuart Little
- 2001 : Scott E. Anderson (2), Craig Hayes, Scott Stokdyk et Stan Parks (2) pour Hollow Man : L'Homme sans ombre
  - Michael Lantieri et David Drzewiecki pour À l'aube du sixième jour
  - Kevin Scott Mack, Matthew E. Butler, Bryan Grill et Allen Hall pour Le Grinch
  - Stefen Fangmeier, Habib Zargarpour, Tim Alexander et John Frazier pour En pleine tempête
  - Michael L. Fink, Michael J. McAlister, David Prescott et Theresa Ellis pour X-Men
- 2002 : Dennis Muren (5), Scott Farrar, Stan Winston (4) et Michael Lantieri (2) pour A.I. Intelligence artificielle
  - Robert Legato, Nick Davis, Roger Guyett et John Richardson pour Harry Potter à l'école des sorciers
  - Jim Mitchell, Danny Gordon Taylor, Donald Elliott et John Rosengrant pour Jurassic Park 3
  - Jim Rygiel, Randall William Cook, Richard Taylor et Mark Stetson pour Le Seigneur des anneaux : La Communauté de l'anneau
  - John Andrew Berton Jr., Daniel Jeannette, Neil Corbould et Thomas Rosseter pour Le Retour de la momie
  - Arthur Windus, Val Wardlaw, Hal Bertram, Nick Drew et Seb Caudron pour Le Pacte des loups
- 2003 : Rob Coleman (2), Pablo Helman, John Knoll (2) et Ben Snow pour Star Wars, épisode II : L'Attaque des clones
  - Jim Mitchell, Nick Davis, John Richardson et Bill George pour Harry Potter et la Chambre des secrets
  - Jim Rygiel, Joe Letteri, Randall William Cook et Alex Funke pour Le Seigneur des anneaux : Les Deux Tours
  - Scott Farrar, Henry LaBounta, Michael Lantieri et Nathan McGuinness pour Minority Report
  - John Dykstra, Scott Stokdyk, Anthony LaMolinara et John Frazier pour Spider-Man
  - Joel Hynek, Matthew E. Butler, Sean Andrew Faden, John Frazier pour xXx
- 2004 : Jim Rygiel, Joe Letteri, Randall William Cook et Alex Funke pour Le Seigneur des anneaux : Le Retour du roi
  - Dennis Muren, Edward Hirsh, Colin Brady et Michael Lantieri pour Hulk
  - John Gaeta, Kim Libreri, George Murphy et Craig Hayes pour Matrix Revolutions
  - John Knoll, Hal T. Hickel, Terry D. Frazee et Charles Gibson pour Pirates des Caraïbes : La Malédiction du Black Pearl
  - Pablo Helman, Danny Gordon Taylor, Allen Hall et John Rosengrant pour Terminator 3 : Le Soulèvement des machines
  - Michael L. Fink, Richard E. Hollander, Stephen Rosenbaum et Mike Vézina pour X-Men 2
- 2005 : John Dykstra (3), Scott Stokdyk (2), Anthony LaMolinara et John Frazier pour Spider-Man 2
  - Peter Chiang, Pablo Helman, Thomas J. Smith pour Les Chroniques de Riddick
  - Karen E. Goulekas, Neil Corbould, Greg Strause, Remo Balcells pour Le Jour d'après
  - Roger Guyett, Tim Burke, Bill George et John Richardson pour Harry Potter et le Prisonnier d'Azkaban
  - John Nelson, Andy Jones, Erik Nash et Joe Letteri pour I, Robot
  - Scott Squires, Ben Snow, Daniel Jeannette et Syd Dutton pour Van Helsing
- 2006 : Joe Letteri (2), Richard Taylor, Christian Rivers et Brian Van't Hul pour King Kong
  - Janek Sirrs, Dan Glass, Chris Corbould et Paul J. Franklin pour Batman Begins
  - Dean Wright, Bill Westenhofer, Jim Berney et Scott Farrar pour Le Monde de Narnia : Le Lion, la Sorcière blanche et l'Armoire magique
  - Jim Mitchell, Tim Alexander, Timothy Webber et John Richardson pour Harry Potter et la Coupe de feu
  - John Knoll, Roger Guyett, Rob Coleman et Brian Gernand pour Star Wars, épisode III : La Revanche des Sith
  - Dennis Muren, Pablo Helman, Randy Dutra et Daniel Sudick pour La Guerre des mondes
- 2007 : John Knoll (3), Hal T. Hickel, Charles Gibson et Allen Hall pour Pirates des Caraïbes : Le Secret du coffre maudit
  - Karin Joy, John Andrew Berton Jr., Blair Clark et John Dietz pour Le Petit Monde de Charlotte
  - Jeremy Dawson, Dan Schrecker, Mark G. Soper et Peter Parks pour The Fountain
  - Roger Guyett, Russell Earl, Pat Tubach et Daniel Sudick pour Mission impossible 3
  - Mark Stetson, Neil Corbould, Richard R. Hoover et John Thum pour Superman Returns
  - John Bruno, Eric Saindon, Craig Lyn et Michael Vézina pour X-Men : L'Affrontement final
- 2008 : Scott Farrar (2), Scott Benza, Russell Earl et John Frazier (2) pour Transformers
  - Chris Watts, Grant Freckelton, Derek Wentworth et Daniel Leduc pour 300
  - Michael L. Fink, Bill Westenhofer, Ben Morris et Trevor Wood pour À la croisée des mondes : La Boussole d'or
  - Tim Burke, John Richardson, Paul J. Franklin et Greg Butler pour Harry Potter et l'Ordre du phénix
  - John Knoll, Hal T. Hickel, Charles Gibson et John Frazier pour Pirates des Caraïbes : Jusqu'au bout du monde
  - Scott Stokdyk, Peter Nofz, Spencer Cook et John Frazier pour Spider-Man 3
- 2009 : Nick Davis, Chris Corbould, Timothy Webber et Paul J. Franklin pour The Dark Knight : Le Chevalier noir
  - Mike Wassel, Adrian De Wet, Andrew Chapman et Eamonn Butler pour Hellboy 2 : Les Légions d'or maudites
  - Pablo Helman et Daniel Sudick pour Indiana Jones et le Royaume du crâne de cristal
  - John Nelson, Ben Snow, Daniel Sudick et Shane Mahan pour Iron Man
  - Dean Wright et Wendy Rogers pour Le Monde de Narnia : Le Prince Caspian
  - Eric Barba, Steve Preeg, Burt Dalton et Craig Barron pour L'Étrange Histoire de Benjamin Button

### Années 2010
- 2010 : Joe Letteri (3), Stephen Rosenbaum, Richard Baneham et Andy Jones pour Avatar
  - Volker Engel, Marc Weigert et Mike Vézina pour 2012
  - Dan Kaufman, Peter Muyzers, Robert Habros et Matt Aitken pour District 9
  - Tim Burke, John Richardson, Nicolas Aithadi et Tim Alexander pour Harry Potter et le Prince de sang-mêlé
  - Roger Guyett, Russell Earl, Paul Kavanagh et Burt Dalton pour Star Trek
  - John Des Jardin, Peter G. Travers, Joel Whist et Jessica Norman pour Watchmen : Les Gardiens
- 2011 : Chris Corbould (2), Paul J. Franklin (2), Andrew Lockley et Peter Begg pour Inception
  - Ben Snow, Janek Sirrs, Ged Wright et Daniel Suddick pour Iron Man 2
  - Nikos Kalaitzidis, Eric Barba, Steve Preeg et Karl Denham pour Tron : L'Héritage
  - Angus Bickerton et Barrie Hemsley pour Le Monde de Narnia : L'Odyssée du Passeur d'Aurore
  - John Richardson, Nicolas Aithadi, Christian Manz et Tim Burke pour Harry Potter et les Reliques de la Mort, 1re partie
  - David Schaub, Tom C. Peitzman, Ken Ralston et Carey Villegas pour Alice au pays des merveilles
- 2012 : La Planète des singes : Les Origines – Dan Lemmon, Joe Letteri, R. Christopher White et Daniel Barrett
  - Les Aventures de Tintin : Le Secret de La Licorne (The Adventures of Tintin : The Secret of the Unicorn) – Scott E. Anderson, Matt Aitken, Joe Letteri, Matthias Menz et Keith Miller
  - Captain America: First Avenger – Mark Soper, Christopher Townsend et Paul Corbould pour
  - Harry Potter et les Reliques de la Mort - 2e partie – Tim Burke, Greg Butler, John Richardson et David Vickery
  - Super 8 – Steven Riley, Russell Earl, Kim Libreri et Dennis Muren
  - Transformers 3 : La Face cachée de la lune – Scott Benza, John Frazier, Matthew Butler et Scott Farar
- 2013 : Janek Sirrs, Jeff White, Guy Williams et Dan Sudick pour Avengers
  - Grady Cofer, Pablo Helman, Jeanie King et Burt Dalton pour Battleship
  - Joe Letteri, Eric Saindon, David Clayton et R. Christopher White pour Le Hobbit : Un voyage inattendu
  - Chris Corbould, Peter Chiang, Scott R. Fisher et Sue Rowe pour John Carter
  - Bill Westenhofer, Guillaume Rocheron, Erik-Jan De Boer et Donald R. Elliott pour L'Odyssée de Pi
  - Cédric Nicolas-Troyan, Philip Brennan, Neil Corbould et Michael Dawson pour Blanche-Neige et le Chasseur
- 2014 : Tim Webber, Chris Lawrence, David Shirk et Neil Corbould pour Gravity
  - Joe Letteri, Eric Saindon, David Clayton et Eric Reynolds pour Le Hobbit : La Désolation de Smaug
  - Joe Letteri, John Desjardin et Dan Lemmon pour Man of Steel
  - John Knoll, James E. Price, Clay Pinney et Rocco Larizza pour Pacific Rim
  - Patrick Tubach, Ben Grossman et Burt Dalton pour Star Trek Into Darkness
  - Jake Morrison, Paul Corbould et Mark Breakspear pour Thor : Le Monde des ténèbres
- 2015 : Paul Franklin, Andrew Lockley, Ian Hunter and Scott Fisher – Interstellar
  - Dan DeLeeuw, Russell Earl, Bryan Grill and Dan Sudick – Captain America: The Winter Soldier
  - Joe Letteri, Dan Lemmon, Daniel Barrett and Erik Winquist – La Planète des singes : L'Affrontement
  - Gary Brozenich, Nick Davis, Jonathan Fawkner and Matthew Rouleau – Edge of Tomorrow
  - Stéphane Ceretti, Nicolas Aithadi, Jonathan Fawkner and Paul Corbould – Les Gardiens de la Galaxie
  - Joe Letteri, Eric Saindon, David Clayton and R. Christopher White – The Hobbit: The Battle of the Five Armies
- 2016 : Roger Guyett, Patrick Tubach, Neal Scanlan, Chris Corbould pour Star Wars, épisode VII : Le Réveil de la Force
  - Paul Corbould, Christopher Townsend, Ben Snow et Paul Butterworth pour Avengers : L'Ère d'Ultron
  - Andrew Whitehurst, Paul Norris, Mark Williams Ardington et Sara Bennett pour Ex machina
  - John Rosengrant, Michael Lantieri and Tim Alexander pour Jurassic World
  - Andrew Jackson, Tom Wood, Dan Oliver et Andy Williams pour Mad Max: Fury Road
  - Richard Stammers, Anders Langlands, Chris Lawrence et Steven Warner pour Seul sur Mars
- 2017 : John Knoll, Mohen Leo, Hal Hickel, Neil Corbould pour Rogue One: A Star Wars Story
  - Louis Morin, Ryal Cosgrove pour Premier Contact
  - Joe Letteri, Joel Whist pour Le Bon Gros Géant
  - Stéphane Ceretti, Richard  Bluff, Vincent Cirelli, Paul Corbould pour Doctor Strange
  - Tim Burke, Christian Manz, David Watkins pour Les Animaux fantastiques
  - Robert Legato, Adam Valdez, Andrew R. Jones, Dan Lemmon pour Le Livre de la jungle
- 2018 : Christopher Townsend, Guy Williams, Jonathan Fawkner et Dan Sudick pour Les Gardiens de la Galaxie Vol. 2
  - Geoffrey Baumann, Craig Hammack, et Dan Sudick pour Black Panther
  - John Nelson, Paul Lambert, Richard R. Hoover et Gerd Nefzer pour Blade Runner 2049
  - Stephen Rosenbaum, Jeff White, Scott Benza et Mike Meinardus pour Kong: Skull Island
  - Ben Morris, Mike Mulholland, Chris Corbould et Neal Scanlan pour Star Wars, épisode VIII : Les Derniers Jedi
  - Joe Letteri, Dan Lemmon, Daniel Barrett et Joel Whist pour La Planète des singes : Suprématie
- 2019 : Avengers : Endgame
  - Aladdin
  - Godzilla 2 : Roi des monstres
  - Mission  impossible : Fallout
  - Ready Player One
  - Sans un bruit
  - Spider-Man: Far From Home

### Années 2020
- 2021 : Star Wars, épisode IX : L'Ascension de Skywalker
  - Terminator: Dark Fate
  - Ça : Chapitre 2
  - Tenet
  - Le Roi lion
  - Ad Astra
  - Birds of Prey

- 2022 : Spider-Man: No Way Home
  - Doctor Strange in the Multiverse of Madness
  - SOS Fantômes : L'Héritage
  - Spider-Man: No Way Home
  - Shang-Chi et la Légende des Dix Anneaux
  - Top Gun : Maverick
  - Godzilla vs Kong
  - Jurassic World : Le Monde d'après – David Vickery

- 2024 : Avatar : La Voie de l'eau

- 2025 : Dune, deuxième partie – Paul Lambert, Stephen James, Rhys Salcombe et Gerd Nefzer
  - Alien: Romulus – Alec Gillis, Eric Barba, Nelson Sepulveda-Fauser, Daniel Macarin et Shane Mahan
  - Beetlejuice Beetlejuice – Angus Bickerton, James Brennan-Craddock, Neal Scanlan et Stefano Pepin
  - Deadpool & Wolverine – Swen Gillberg, Matthew Twyford, Vincent Papaix et Dominic Tuohy
  - Godzilla Minus One – Masaki Takahashi, Tatsuji Nojima, Kiyoko Shibuya et Takashi Yamazaki
  - La Planète des singes : Le Nouveau Royaume – Erik Winquist, Stephen Unterfranz, Paul Story et Rodney Burke
  - Twisters – Ben Snow, Florian Witzel, Charles Lai, Scott R. Fisher, Dave Crispino et Bill Georgiou